# 縣道164號
縣道164號（金湖－民雄），西起雲林縣口湖鄉金湖接台61線口湖交流道，東至嘉義縣民雄鄉新庄子，全長共計33.697公里（交通部資料）。

## 歷史沿革
- 1961年編成縣道164號 金湖－陳厝寮，全長30.943 公里。
- 1976年台1線以東路段另編鄉道，路線名稱調整為金湖－民雄。
- 2011年8月29日交通部公告縣道164線於嘉義縣民雄鄉路段正式改線民新路（民雄外環道聯絡中山高民雄交流道）。[1]
- 為強化中正大學周邊公路系統與連絡民雄交流道，交通部於2017年4月25日公告縣道164線取道民雄交流道連絡道延伸至正大路二段，也就是與縣道162乙線的交叉口，路線名稱仍為金湖－民雄，全長33.697公里。[2]

## 行經行政區域
| 雲林縣 | 口湖鄉 | 口湖交流道 | 0.000                         | 台61線 · 台17線    | 公路起點                                           |
| 雲林縣 | 口湖鄉 | 金湖       | －                            | 雲142線            | 雲142線起點                                        |
| 雲林縣 | 口湖鄉 | 下萡仔寮   | －                            | （地區道路）       |                                                    |
| 雲林縣 | 口湖鄉 | 口湖市區   | －                            | 雲131線            | 與雲131線共線起點                                  |
| 雲林縣 | 口湖鄉 | 口湖市區   | 3.583                         | 雲131線            | 與雲131線共線終點                                  |
| 雲林縣 | 口湖鄉 | 口湖市區   | －                            | 雲141-1線          | 雲141-1線終點                                      |
| 雲林縣 | 口湖鄉 | 蚵寮       | －                            | （地區道路）       |                                                    |
| 雲林縣 | 口湖鄉 | 秡仔腳     | －                            | 雲142線            | 雲142線終點                                        |
| 雲林縣 | 口湖鄉 | 秡仔腳     | －                            | 雲143線            |                                                    |
| 雲林縣 | －     |            |                               |                    |                                                    |
| 雲林縣 | 水林鄉 | 過港       | －                            | （地區道路）       |                                                    |
| 雲林縣 | 水林鄉 | 大溝       | －                            | 雲145線            | 雲145線起點                                        |
| 雲林縣 | 水林鄉 | 萬興       | －                            | 雲151線            |                                                    |
| 雲林縣 | 水林鄉 | 頂尖山     | －                            | 雲151線            | 0                                                  |
| 雲林縣 | 水林鄉 | 頂尖山     | －                            | 雲146線            | 雲146線終點                                        |
| 雲林縣 | 水林鄉 | 萬興       | －                            | 雲146線            | （同上）                                           |
| 雲林縣 | 水林鄉 | 萬興       | －                            | 雲153線            | 0                                                  |
| 雲林縣 | 水林鄉 | 水林市區   | －                            | 雲153線            | 0                                                  |
| 雲林縣 | 水林鄉 | 水林市區   | －                            | 雲152線            | 雲152線終點                                        |
| 雲林縣 | 水林鄉 | 萬興       | －                            | 雲152線            | （同上）                                           |
| 雲林縣 | 水林鄉 | 水林市區   | 10.147                        | 雲157線            | 與雲157線共線起點                                  |
| 雲林縣 | 水林鄉 | 水林市區   | －                            | 雲157線            | 與雲157線共線終點                                  |
| 雲林縣 | 水林鄉 | 顏厝寮     | －                            | 雲159線            | 雲159線起點                                        |
| 雲林縣 | 水林鄉 | －         |                               |                    |                                                    |
| 雲林縣 | 水林鄉 | 王厝寮     | －                            | （地區道路）       |                                                    |
| 雲林縣 | 水林鄉 | 下寮       | －                            | （地區道路）       |                                                    |
| 雲林縣 | 水林鄉 | 土間厝     | －                            | 雲161線            | 與雲161線共線起點                                  |
| 雲林縣 | 水林鄉 | 土間厝     | －                            |                    |                                                    |
| 雲林縣 | 水林鄉 | 土間厝     | －                            | 雲161線            | 與雲161線共線終點                                  |
| 雲林縣 | 水林鄉 | 土間厝     | －                            | （地區道路）       | 0                                                  |
| 雲林縣 | 北港鎮 | 頂竹仔腳   | －                            | （地區道路）       | 0                                                  |
| 雲林縣 | 北港鎮 | 頂竹仔腳   | －                            |                    |                                                    |
| 雲林縣 | 北港鎮 | 頂竹仔腳   | －                            | 雲163線            |                                                    |
| 雲林縣 | 北港鎮 | 頂竹仔腳   | －                            |                    |                                                    |
| 雲林縣 | 北港鎮 | 頂竹仔腳   | －                            | 縣道145號          | 縣道145號僅設南出北入                              |
| 雲林縣 | 北港鎮 | 北港市區   | －                            | 縣道145號          | （同上）                                           |
| 雲林縣 | 北港鎮 | 北港市區   | 16.600                        | 台19線             | 與台19線共線起點                                   |
| －     |        |            |                               |                    |                                                    |
| 嘉義縣 | 六腳鄉 | 蘇厝寮     | －                            | 台19線 · 縣道159號 | 與台19線共線終點 縣道159號起點 與縣道159號共線起點 |
| 嘉義縣 | 六腳鄉 | 崙子       | －                            | 縣道159號          |                                                    |
| 嘉義縣 | 六腳鄉 | 崙子       | －                            | 縣道159號 · 嘉69線 | 嘉69線起點                                         |
| 嘉義縣 | 新港鄉 | 舊南港     | －                            | 縣道159號 · 嘉69線 | （同上）                                           |
| 嘉義縣 | 新港鄉 | 舊南港     | －                            | 縣道159號 · 嘉67線 | 嘉67線起點                                         |
| 嘉義縣 | 新港鄉 | 舊南港     | －                            |                    |                                                    |
| 嘉義縣 | 新港鄉 | 舊南港     | －                            | 縣道159號 · 嘉74線 | 嘉74線起點                                         |
| 嘉義縣 | 新港鄉 | 下菜園     | －                            | 縣道159號 · 嘉72線 | 嘉72線終點                                         |
| 嘉義縣 | 新港鄉 | 下菜園     | －                            | 縣道159號          | 0                                                  |
| 嘉義縣 | 新港鄉 | 頂菜園     | －                            | 縣道159號          | 0                                                  |
| 嘉義縣 | 新港鄉 | 頂菜園     | －                            | 縣道159號          |                                                    |
| 嘉義縣 | 新港鄉 | －         |                               |                    |                                                    |
| 嘉義縣 | 新港鄉 | 董厝       | －                            | 台37線 · 縣道159號 | 台37線起點                                         |
| 嘉義縣 | 新港鄉 | 董厝       | －                            | 嘉73線 · 縣道159號 | 嘉73線終點                                         |
| 嘉義縣 | 新港鄉 | 董厝       | －                            | 縣道159號          | 0                                                  |
| 嘉義縣 | 新港鄉 | 新港市區   | －                            | 縣道159號          | 0                                                  |
| 嘉義縣 | 新港鄉 | 新港市區   | 21.900                        | 縣道159號          | 與縣道159號共線終點                                |
| 嘉義縣 | 新港鄉 | 新港市區   | －                            | 縣道157號          | 與縣道157號共線起點                                |
| 嘉義縣 | 新港鄉 | 新港市區   | 22.650                        | 縣道157號          | 與縣道157號共線終點                                |
| 嘉義縣 | 新港鄉 | 新港市區   | －                            | 嘉74線             | 嘉74線終點                                         |
| 嘉義縣 | 新港鄉 | 後底湖     | －                            | （地區道路）       |                                                    |
| 嘉義縣 | 新港鄉 | 後底湖     | －                            | 嘉76線             | 嘉76線起點                                         |
| 嘉義縣 | 新港鄉 | 大潭       | －                            | 嘉76線             | （同上）                                           |
| 嘉義縣 | 新港鄉 | 大潭       | －                            | 嘉85線             | 嘉85線終點                                         |
| 嘉義縣 | 新港鄉 | 大潭       | －                            | 嘉75線             | 嘉75線起點                                         |
| 嘉義縣 | 新港鄉 | －         |                               |                    |                                                    |
| 嘉義縣 | 新港鄉 | 西庄       | －                            | （無）             |                                                    |
| 嘉義縣 | 新港鄉 | 西庄       | －                            |                    |                                                    |
| 嘉義縣 | 新港鄉 | 西庄       | －                            | （地區道路）       |                                                    |
| 嘉義縣 | 新港鄉 | 西庄       | －                            | （地區道路）       | 0                                                  |
| 嘉義縣 | 民雄鄉 | 菁埔       | －                            | （地區道路）       | 0                                                  |
| 嘉義縣 | 民雄鄉 | 菁埔       | 27.431                        | 嘉77線             |                                                    |
| 嘉義縣 | 民雄鄉 | 菁埔       | －                            | 嘉106線            | 嘉106線起點                                        |
| 嘉義縣 | 民雄鄉 | 民雄交流道 | －                            | 國道一號           |                                                    |
| 嘉義縣 | 民雄鄉 | 社溝       | －                            | （地區道路）       |                                                    |
| 嘉義縣 | 民雄鄉 | 社溝       | －                            |                    |                                                    |
| 嘉義縣 | 民雄鄉 | 社溝       | －                            | 嘉79線             |                                                    |
| 嘉義縣 | 民雄鄉 | 下塗庫     | －                            | 嘉81線             |                                                    |
| 嘉義縣 | 民雄鄉 | 下塗庫     | － 跨越好收排水路、縱貫線南段 |                    |                                                    |
| 嘉義縣 | 民雄鄉 | 下塗庫     | 30.966                        | 台1線              | 0                                                  |
| 嘉義縣 | 民雄鄉 | 東勢湖     | 30.966                        | 台1線              | 0                                                  |
| 嘉義縣 | 民雄鄉 | 東勢湖     | －                            | （地區道路）       |                                                    |
| 嘉義縣 | 民雄鄉 | 雙福       | －                            | （地區道路）       |                                                    |
| 嘉義縣 | 民雄鄉 | 北勢子     | －                            | （地區道路）       |                                                    |
| 嘉義縣 | 民雄鄉 | 北勢子     | －                            | 嘉105線            | 0                                                  |
| 嘉義縣 | 民雄鄉 | 新庄子     | －                            | 嘉105線            | 0                                                  |
| 嘉義縣 | 民雄鄉 | 新庄子     | 33.697                        | 縣道162乙線        | 公路終點                                           |
| 共線   |        |            |                               |                    |                                                    |

## 沿線路名
| 雲林縣路段 - 中正路（口湖鄉） - 大溝路 - 水林路 - 民生路 | 嘉義縣路段 - 福德路 - 中正路（新港鄉） - 新民路 - 民新路 - 民新東路 |

## 沿線景點及設施
| 雲林縣路段 - 口湖交流道（ 台61線） - 雲林縣口湖鄉公所 - 雲林縣水林鄉公所 - 雲林縣水林鄉水燦林國民小學 - 雲林縣立水林國民中學 - 水林教會 - 雲林縣立北港國民中學 | 嘉義縣路段 - 嘉義縣立新港國民中學 - 嘉義縣新港鄉新港國民小學 - 新港奉天宮 - 嘉義縣民雄鄉菁埔國民小學 - 民雄交流道（ 國道一號） - 嘉義縣私立協志高級工商職業學校 |